# Liste der honduranischen Leichtathletikrekorde
Die honduranischen Leichtathletik-Landesrekorde sind die Bestleistungen von honduranischen Athleten, die bei Disziplinen der Leichtathletik aufgestellt wurden. In den hier aufgeführten wurden nur Bestleistungen berücksichtigt, für die World Athletics offizielle Freiluft-Rekorde führt.

## Olympische Disziplinen

### Freiluft-Rekorde, Männer
| Disziplin        | Rekord      | Athlet/Athleten      | Datum             | Ort |
| ---------------- | ----------- | -------------------- | ----------------- | --- |
| 100 m            | 10,22 s     | Rolando Palacios     | 18. Juli 2008     |     |
| 200 m            | 20,40 s     | Rolando Palacios     | 20. Juli 2008     |     |
| 400 m            | 47,78 s     | Jonnie Lowe          | 7. August 2003    |     |
| 800 m            | 1:53,9 min  | Jorge Elias Ponce    | 22. Juli 1989     |     |
| 1500 m           | 3:59,2 min  | Jorge Elias Ponce    | 28. Juni 1986     |     |
| 5000 m           | 15:04,4 min | Jorge Elias Ponce    | 6. September 1984 |     |
| 10.000 m         | 30:44,8 min | Clovis Morales       | 3. August 1977    |     |
| Marathon         | 2:17:49 h   | Clovis Morales       | 24. April 1977    |     |
| 110 m Hürden     | 14,15 s     | Ronald Bennett       | 8. Juni 2007      |     |
| 400 m Hürden     | 51,77 s     | Jonnie Lowe          | 6. März 2006      |     |
| 3000 m Hindernis | 9:23,6 min  | Hipolito Lopez       | 1. April 1976     |     |
| Hochsprung       | 2,00 m      | Tulio Ernesto Quiroz | 13. April 2002    |     |
| Stabhochsprung   | 4,15 m      | Cecil Koehling       | 3. Dezember 1994  |     |
| Weitsprung       | 7,08 m      | Kessel Campbell      | 23. Juli 2007     |     |
| Dreisprung       | 15,48 m     | Daniel Flores        | 16. März 1996     |     |
| Kugelstoßen      | 13,64 m     | Luis Alonzo          | 16. März 1996     |     |
| Diskuswurf       | 44,36 m     | Luis Carlos Puerto   | 8. August 2004    |     |
| Hammerwurf       | 54,36 m     | Enrique Reina        | 17. August 1996   |     |
| Speerwurf        | 55,70 m     | Ner Gonzalez         | 28. Oktober 1989  |     |
| Zehnkampf        | 6590 Punkte | Darwin Colón         | 1. Juni 2008      |     |